# الرياضي (فلم)
الرياضي فيلم كوميدي مصري لعام 1937  اخرج الفيلم وكتب السيناريو والحوار توجو مزراحي. الفيلم من بطولة شالوم وبهيجة المهدي والإيطالي ستيللا دوزجلو  وتدور الأحداث حول بائع السندوتشات شالوم الذي يرث ثروة طائلة ويقرر أن يدير المطعم لخدمة الرياضيين.
صدر الفيلم إلى دور العرض المصرية في 18 نوفمبر 1937.
منح موقع قاعدة بيانات الأفلام العربية «السينما.كوم» الفيلم درجة 5.8/ 10.

## القصة
يعمل شالوم في بيع سندوتشات الفول والطعمية أمام النادى المحترم بالإسكندرية. يبيع شالوم الساندوتش بقرش للجميع إما لاعبي الكرة فيمنحهم 2 ساندوتش بقرش، ولذلك كان المشجعين يدعون أنهم لاعبين كرة ويرتدون قميص الفريق ليحصلوا على 2 ساندوتش بقرش، ثم يتبادلون القمصان بين بعضهم البعض، ويخدعون شالوم. تبدأ المباراة ويتسلق شالوم سور النادي لمشاهدة المباراة التي ينهزم فيها فريق النادي المحترم 3/1. يبدأ الجميع في البحث عن قلب هجوم للفريق خلفاً للفاشل عبد القادر، ويحلم شالوم أن يكون هو ذلك اللاعب الذي يحرز الأهداف لناديه. يبدأ شالوم في التدريب على لعب كرة القدم بين جدران بيته مما يتسبب في تحطيم كل ما في البيت، بل أنه يحطم زجاج نوافذ الجيران مما يدعوهم لضربه ضرباً مبرحاً. يحضر شيخ الحارة ويعلنه أن خالته سارينا قد توفت في دمنهور وأنه الوريث الوحيد لها، ويفرح شالوم فرحاً شديداً ويسافرإلى دمنهور وهناك يكتشف أن خالته كانت تعمل خادمة في بيت أحد القضاة، وأن ميراثه عبارة عن بعض متعلقات الخادمة المتوفية. أثناء عودة شالوم بالقطار يتعرف على لاعب كرة قدم من المحلة يدعى السيد (السيد حودة) وهو يريد أن يلعب في الإسكندرية، ويصطحبه شالوم إلى النادي المحترم وينال اللاعب الجديد اعجابهم ويقرر مدير النادي (إبراهيم حشمت) الاستعانة به بدلاً من عبد القادر الذي هبط مستواه. تعجب سنية (عدالات) ابنة مدير النادي باللاعب الجديد وتنشأ بينهم علاقة عاطفية. يمل شالوم من أكل الفول والطعمية، ويتعرف على الخواجة كيلان (حسن صالح) صاحب مطعم للمكرونة وعندما يعلم انه بائع فول وطعمية يدعوه للأكل المجاني في مطعمه يومياً. يعزم صاحب المطعم أن يقوم بإجازة بصحبة خطيبته (بهيجة المهدى) ويترك لشالوم المطعم عهدة لحين عودته بعد شهر. يجهز شالوم المطعم للرياضيين ويلبس الجرسونات ملابس لاعبي كرة القدم. تحدث مشادة في المطعم وتتطور لمشاجرة تحطم المطعم بالكامل. يعود كيلان من إجازته ويجد مطعمه محطماً ويثور ويتجه لبيت شالوم للانتقام ولكن شالوم يتنكر في ملابس سيدة ويخبر الخواجة أن شالوم قد توفي ولم يترك لها نقوداً فيمنحها الخواجة ما معه من نقود. يختار مدير النادي اللاعب الجديد سيد ليلعب المباراة النهائية في الكأس بدلاً من عبد القادر الذي يستأجر بلطجياً (ستيلا دوزوجلو) لخطف سيد وشالوم وحبسهم حتى انتهاء المباراة. وتبدأ المباراة بدون سيد ويلعب الفريق بعشرة لاعبين في انتظار قدوم سيد. ينتهي الشوط الأول بالهزيمة 2/0 ويطلب مدير النادي من عبد القادر الانضمام للفريق، ولكن ضمير عبد القادر يستيقظ ويرفض النزول ويذهب لإحضار سيد الذي يلعب الشوط الثاني ويحرز ثلاثة أهداف ويفوز النادي المحترم بالكأس.

## طاقم التمثيل
- شالوم: في دور شالوم (بائع سندوتشات الفول والطعمية)

- بهيجة المهدي: في دور خطيبة الخواجة كيلان

- إبراهيم حشمت: في دور مدير النادي المحترم

- عدالات: في دور سنية (ابنة مدير النادي المحترم)

- حسن صالح: في دور الخواجة كيلان

- ستيلا دوزوجلو: في دور البلطجي

- السيد حودة: في دور السيد (اللاعب الجديد)[8]

بالاشتراك مع: عبده محرم – علي عبد العال 

## فيلم «الرياضي» في كتاب
صدر كتاب «السينما والكرة.. أسرار وحكايات»، للكاتب الصحفي حاتم جمال ضمن سلسلة كتاب الهلال يربط بين السينما وكرة القدم من علاقات ظهرت على الشاشة أو علاقات وثقها المأذون وذلك من خلال 6 فصول تتناول فيها هذه العلاقات بكل أبعادها، فالفصل الأول يدور حول 48 فيلماً رصدت تناول السينما لكرة القدم بدءاً من فيلم «الرياضي» للمخرج توجو مزراحي عام 1937 وحتى فيلم «دعدووش» للمخرج عبد العزيز حشاد عام 2017.

## روابط خارجية
- مقالات تستعمل روابط فنية بلا صلة مع ويكي بيانات